# Savigny-le-Temple
Savigny-le-Temple is een gemeente in het Franse departement Seine-et-Marne (regio Île-de-France). De plaats maakt deel uit van het arrondissement Melun en is een van gemeenten van de nieuwe stad Sénart. Savigny-le-Temple telde op 1 januari 2022 30.630 inwoners.

## Geschiedenis
De gehuchten Noisement en Le Plessis zijn de oudste kernen van de gemeente. Savigny behoorde tot het koninklijk domein en werd in 1149 door koning Lodewijk VII na zijn terugkeer uit het Heilige Land aan de orde van de Tempeliers geschonken. Hieraan herinnert de volledige naam van de gemeente. In 1307, nadat de tempeliers waren afgeschaft, kwam Savigny in handen van de hospitaalridders en daarna van de orde van Malta.
Na de Franse Revolutie kwam het kasteeldomein van Savigny in handen van de staat. Generaal Bernadotte kocht het in 1801 aan voor zijn echtgenote Désirée Clary. Het echtpaar liet een woonst bouwen op de plaats van het oude, vervallen kasteel: het Château de la Grange. Clary, intussen koningin van Zweden, schonk het domein in 1823 aan haar broer Nicolas Clary.
Na 1973 en de creatie van de nieuwe stad Sénart begon de stedelijke ontwikkeling van Savigny-le-Temple. In 1985 werd een nieuw gemeentehuis ingehuldigd.

## Geografie
De oppervlakte van Savigny-le-Temple bedroeg op 1 januari 2022 11,97 vierkante kilometer; de bevolkingsdichtheid was toen 2.558,9 inwoners per km².
De onderstaande kaart toont de ligging van Savigny-le-Temple met de belangrijkste infrastructuur en aangrenzende gemeenten.

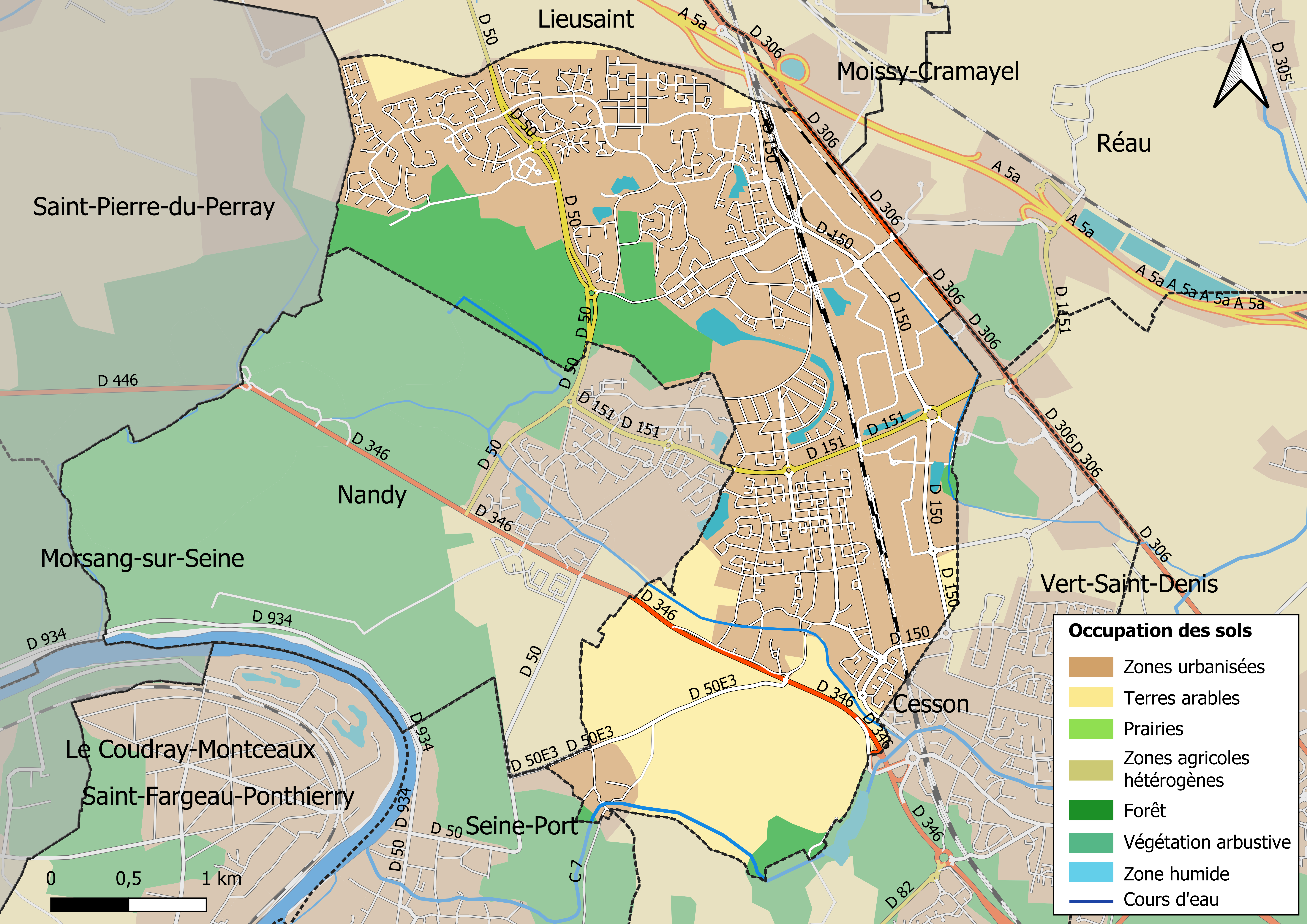

## Demografie
Onderstaande figuur toont het verloop van het inwonertal (bron: INSEE-tellingen).